# 諏訪神社 (品川区南品川)
諏訪神社（すわじんじゃ）は、東京都品川区の神社。

## 概要
弘安年間（1278年～1288年）、妙国寺（現天妙国寺）を創建した天目によって創建された。元々は海岸部に位置し、「洲ノ宮」と呼ばれていたが、永享年間（1429年～1441年）に現在地に移転した。
妙国寺門前（現・南品川2丁目の一部、町内会「諏訪会」の区域）の鎮守であり、かつては荏原神社の祭礼には加わらずに、当社の祭礼を専ら行っていたという。

## 交通アクセス
- 青物横丁駅より徒歩3分（経路案内）。